# Ærkehertuginde Mathilde af Østrig
Ærkehertug Mathilde af Austria (Mathilde Marie Adelgunde Alexandra; født 25. januar 1849, Wien, død 6. juni 1867, Schloss Hetzendorf nær Wien) var en østrigsk ærkehertuginde. Hun var den anden datter af ærkehertug Albert, hertug af Teschen og prinsesse Hildegard af Bayern (1825–1864). Hun døde, da hun forsøgte at skjule en cigaret for sin far, og den fik antændt hendes meget brandbare kjole.